# Giuseppe Signori
Giuseppe Signori, detto Beppe (Alzano Lombardo, 17 febbraio 1968), è un ex calciatore italiano, di ruolo attaccante, vicecampione del mondo con la nazionale italiana nel 1994.
È il decimo marcatore di sempre nella storia della Serie A avendo segnato 188 gol e vantando tre titoli di capocannoniere, vinti con la maglia della Lazio nel 1992-93, nel 1993-94 e nel 1995-96 (ex aequo con Igor Protti). Inoltre ha vinto due volte la classifica dei cannonieri della Coppa Italia nel 1992-1993 e nel 1997-1998. È stato uno dei cinque calciatori (insieme a Giuseppe Meazza, Luigi Riva, Diego Armando Maradona e Roberto Boninsegna) ad avere vinto la classifica marcatori sia in Campionato che in Coppa Italia nella stessa stagione (nel 1992-1993).
Risulta al terzo posto tra i migliori marcatori nella storia della Lazio (di cui è stato capitano), con 127 reti; davanti a lui solo Ciro Immobile e Silvio Piola. È stato inoltre inserito nella graduatoria del Pallone d'oro nelle edizioni 1993 e 1994, classificandosi rispettivamente 21º e 17º.

## Biografia
Signori proviene da una famiglia di forte fede cattolica. In gioventù la madre, per proteggerlo, aveva fatto benedire la sua canottiera da padre Pio: da lì, questa maglia, sarebbe diventata per lui un portafortuna per tutta la sua carriera. In età adulta ha poi consolidato la propria devozione per il frate di Pietrelcina, dopo essere uscito illeso da un incidente d'auto avuto nei pressi di Foggia.
Nel 1997 ha sposato Viviana Natale, Miss Cinema 1988, modella e attrice, dalla quale avrà tre figli. Si è poi legato a Tina Milano, attrice che aveva conosciuto per la prima volta sul set di Scherzi a parte e reincontrata anni dopo la separazione dalla prima moglie.
Nel 1991 è protagonista del libro fotografico Il sogno di una A, a cura del giornalista Franco Ordine, mentre nel 2000 collabora con Claudio Beneforti e Valentina Desalvo a Una vita da Signori: autobiografia di Beppe-gol. In seguito pubblica come autore principale Il sinistro di Signori (2018) e Fuorigioco. Perde solo chi si arrende (2022).
In seguito all'abbandono del mondo del calcio si è dedicato ad attività imprenditoriali nel settore del turismo e della ristorazione.
Nel gennaio del 2019 rischia l'infarto per un'embolia polmonare per la quale resta in terapia intensiva cardiologica per cinque giorni.

## Caratteristiche tecniche
Attaccante di piccola statura, veloce, dotato di buona tecnica e di un tiro molto potente e preciso (paragonato a quello di Gigi Riva), prediligeva il sinistro incrociato sul secondo palo, che divenne uno dei suoi marchi di fabbrica. Ottimo esecutore di rigori, era solito tirarli da fermo, osservando i movimenti del portiere e tentando di spiazzarlo: con 44 reti su 52 tentativi, è nel novero dei rigoristi più precisi nella storia della Serie A, nonché al 5º posto per numero di realizzazioni dal dischetto.
Nel suo repertorio rientravano anche le punizioni: insieme a Siniša Mihajlović, è stato l'unico giocatore capace di realizzare 3 gol su calcio piazzato in un incontro di Serie A; durante gli allenamenti, per affinare la sua abilità nel gesto tecnico, era solito tentare di scavalcare con i propri tiri delle barriere artificiali «alte fino a due metri» e poste a una distanza inferiore a quella prevista in partita.

## Carriera

### Giocatore

#### Club

##### Gli inizi, Leffe e Piacenza

Signori al Piacenza nell'annata 1986-1987

All'età di dodici anni entrò nel settore giovanile dell'Inter, progredendo rapidamente le categorie e restandoci fino al 1984.
Poco più che sedicenne, comincia la sua carriera nella stagione 1984-1985 nelle file del Leffe, mettendosi in luce con 5 reti in appena 8 presenze e conquistando la promozione in C2 per la stagione 1985-1986 in cui sarà titolare (30 presenze e tre reti).
Passa poi al Piacenza in C1: il 31 agosto 1986 fa il suo esordio in Coppa Italia nella gara Campobasso-Piacenza subentrando al 61' al posto di Serioli. In campionato saranno soltanto 14 le presenze (1 gol).
Disputa da titolare (31 presenze) la stagione successiva nel Trento per poi tornare nel 1988-1989 al Piacenza, stavolta in Serie B e da titolare (32 presenze e 5 gol).

##### Foggia
Nella stagione 1989-1990 Signori passa in cambio di 1,5 miliardi di lire al Foggia allenato da Zdeněk Zeman, tecnico che si rivelerà fondamentale per la sua carriera, modificando la posizione in campo di Signori, che da trequartista diverrà centravanti. Nella prima stagione con i "Satanelli" realizza 14 reti, diventando subito titolare nella formazione pugliese. Il 26 agosto 1990 sigla la sua prima rete in Coppa Italia nella gara Foggia-Lucchese 4-1. Nasce in quegli anni, sotto la guida del tecnico boemo, il cosiddetto «tridente delle meraviglie» Baiano-Rambaudi-Signori.

Signori in azione al Foggia nella stagione 1989-1990

Dopo due stagioni nella serie cadetta Signori fa il suo esordio in Serie A il 1º settembre 1991 a San Siro in Inter-Foggia 1-1.
Il 29 settembre 1991 mette a segno il suo primo gol nella massima serie al 70' della gara Foggia-Parma, terminata poi sul risultato di 1-1. Conclude la stagione con 11 gol in 34 presenze, guadagnandosi la convocazione in nazionale con cui esordisce il 31 maggio 1992 nella U.S. Cup contro il Portogallo.

##### Lazio
Nelle cinque stagioni e mezza passate nelle file della Lazio, che lo acquista per 8 miliardi di lire, Signori, oltre a vincere tre titoli di capocannoniere, diventa il simbolo e capitano biancoceleste.
Arrivato a Roma nell'estate del 1992 si presenta all'esordio in campionato con una doppietta a Marassi in Sampdoria-Lazio 3-3, il 6 settembre 1992. Al termine della stagione, grazie alla realizzazione di 26 reti in 32 partite, si laurea capocannoniere diventando così il leader della squadra che conquista il quinto posto in classifica e il diritto a disputare la Coppa UEFA. Tale risultato permette alla Lazio di affacciarsi sul panorama europeo dopo 15 anni dall'ultima apparizione.

Signori in azione nella stagione 1992-1993, la prima in maglia laziale

Sotto la guida dell'allora tecnico Dino Zoff bissa il titolo di capocannoniere nella stagione successiva.
Nella stagione 1994-1995 sulla panchina della squadra romana approda Zeman, il tecnico che lanciò Signori nel grande calcio. Il 4-3-3 del boemo si incentra su Signori, e la Lazio raggiunge il secondo posto in classifica (all'epoca miglior piazzamento, insieme a quello dell'annata 1936-1937, dopo la stagione 1973-1974 che la vide Campione d'Italia) alle spalle della Juventus di Lippi e raggiunge per la prima volta i quarti di finale di una competizione europea, la Coppa UEFA 1994-1995.
L'affetto che lega Signori ai tifosi della Lazio può essere riassunto nell'episodio dell'11 giugno 1995, quando l'allora patron Sergio Cragnotti annuncia la cessione dell'attaccante al Parma. La notizia innesca la protesta dei tifosi laziali che si riversano in massa nelle strade di Roma con destinazione via Novaro, dove ha sede la società, per contestare la partenza del giocatore. La dirigenza laziale che non si aspettava una reazione del genere, comincia a preoccuparsi e rivede le proprie strategie di mercato: con grande disappunto, Cragnotti si vede costretto, nella sera di quello stesso giorno, a comunicare l'interruzione di ogni trattativa di mercato e addirittura la volontà di vendere il pacchetto azionario di maggioranza del club.
Nella stagione 1995-1996 è ancora una volta protagonista: vince per la terza volta il titolo di capocannoniere con 24 reti, contribuendo in maniera sostanziale al raggiungimento del terzo posto in campionato.

Signori in azione con la squadra capitolina nella stagione 1993-1994, per la seconda volta consecutiva bomber di Serie A con 23 gol

Il 1996-1997 è l'anno che vede un cambio in corsa sulla panchina della Lazio: dalla 19º giornata (il 2 febbraio 1997) è di nuovo Zoff a prendere la guida tecnica della squadra che con Zeman non si stava più esprimendo sui livelli delle due stagioni precedenti, trovandosi al dodicesimo posto. Il tecnico friulano che conosce molto bene Signori, pur cambiando modulo (dal 4-3-3 al 4-4-2) riesce a sfruttare le sue qualità che contribuiscono, grazie alle ulteriori 8 reti, alla risalita della squadra fino al quarto posto.
La stagione 1997-1998 vede l'arrivo sulla panchina biancoceleste dello svedese Sven-Göran Eriksson e l'ingaggio dell'ex bandiera della Sampdoria, Roberto Mancini, assieme ai centrocampisti Almeyda e Jugović, oltre al ritorno di Bokšić. L'avvio in Coppa Italia è fulminante: 6 gol in 4 partite per Signori che, pur non terminando la stagione con le Aquile, in virtù di quelle reti riesce lo stesso a laurearsi capocannoniere dell'edizione. A causa del modulo prediletto da Eriksson, il 4-4-2, Signori comincia a essere relegato sempre più spesso in panchina e ad accettare sempre meno le decisioni del tecnico. La goccia che fa traboccare il vaso è l'episodio di Vienna: Eriksson fa riscaldare a lungo l'attaccante senza farlo poi entrare nella gara valevole per gli ottavi di finale di Coppa UEFA contro il Rapid Vienna. A seguito di quell'episodio, viene decisa la cessione di Signori alla Sampdoria.
L'ultima rete di Signori con la maglia biancoceleste risulta così essere la terza marcatura di Lazio-Rotor 3-0, disputata il 4 novembre 1997 e valida per il ritorno dei sedicesimi di Coppa UEFA; l'ultima gara disputata è invece Napoli-Lazio, il 19 dello stesso mese, valida per il ritorno degli ottavi di finale di Coppa Italia.
La lunga e intensa esperienza di Signori in maglia biancoceleste si conclude con 127 reti complessive (terzo posto assoluto dietro Ciro Immobile e Silvio Piola) in 195 presenze. Per quanto concerne le gare di campionato si attesta al terzo posto con 107 reti, sempre dietro ai succitati Piola e Immobile; per le gare di Coppa Italia risulta secondo con 17 reti, dietro al solo Bruno Giordano. Sono infine 3 le reti messe a segno nelle coppe confederali.

##### Sampdoria e Bologna

Signori alla Sampdoria nel campionato 1997-1998

Nel dicembre del 1997 passa alla Sampdoria, che lo acquista in compartecipazione per 7,5 miliardi di lire.
Fa il suo esordio in maglia blucerchiata il 7 dicembre 1997 nella gara Sampdoria-Inter 1-1, rilevato al 51' da Klinsmann. L'esperienza nella squadra ligure si conclude dopo sei mesi con 3 reti e 17 presenze.
Nel 1998 la Lazio lo cede al Bologna in prestito con diritto di riscatto. Arriva a Bologna nel luglio 1998 con la squadra in ritiro a Sestola: la prima partita ufficiale è la gara di andata della finale della Coppa Intertoto UEFA contro il Ruch Chorzów l'11 agosto 1998. Nella gara di ritorno in Polonia, il 25 agosto, realizza il suo primo gol con la maglia rossoblù e vince il trofeo, coi felsinei che guadagnano l'accesso al tabellone della Coppa UEFA. Nella prima stagione a Bologna conferma la sua vena realizzativa e conquista l'affetto dei tifosi: saranno 23 le reti complessive in 47 presenze. A differenza di quanto accadeva con la maglia della Lazio, a Bologna Signori entra spesso nel tabellino dei marcatori anche in Europa: in 12 presenze tra Intertoto e Coppa UEFA – che vedrà i felsinei semifinalisti – mette a segno 6 reti. Nel giugno 1999 viene ceduto definitivamente al Bologna, a parziale contropartita nell'affare Kennet Andersson.

Signori in azione al Bologna nel campionato 1999-2000.

Nella lunga e proficua militanza con la maglia rossoblù, la maggiore della sua carriera con sei stagioni, Signori ha disputato complessivamente 178 incontri e segnato 84 reti: 67 reti in Serie A (più una nel doppio spareggio contro l'Inter per l'accesso alla Coppa UEFA 1999-2000), risultando quarto assoluto tra i marcatori del Bologna nelle coppe europee di tutti i tempi, con 14 reti. Sono solo 2, invece, le reti messe a segno in Coppa Italia. Nel marzo 2004 Signori annunciò la volontà di volere lasciare il club al termine della stagione. Nella penultima partita della stagione 2003-2004, i tifosi gli regalarono una vasta coreografia e imponenti festeggiamenti. Dopo tredici stagioni in Serie A lasciò il calcio italiano, con 188 gol in 344 presenze nella massima serie.

##### Īraklīs e Sopron
Dopo una breve apparizione ufficiosa nel Milan, con la cui maglia scese in campo in due amichevoli nel corso della tournée precampionato del club in Cina, nell'estate 2004 Signori firmò per i greci dell'Īraklīs, ma, complice un serio infortunio che lo costrinse a restare fuori per quasi tutta la seconda parte di stagione, riuscì a collezionare poche presenze, segnando un'unica marcatura in Coppa di Grecia contro il Keratsini. Lasciò la squadra greca a fine stagione.
Durante l'estate 2005, dopo alcune amichevoli giocate con Pro Vasto e Debrecen, firmò per gli ungheresi del Sopron. Nella stagione 2005-2006, contribuendo a fare crescere la fama del club anche in Europa, e trovando i connazionali Luigi Sartor e Nicola Silvestri, segnò le sue prime reti in Coppa d'Ungheria, nella vittoria giunta per 5-1 ai danni del Zalaegerszeg; successivamente andò a segno anche in campionato siglando la terza e ultima rete nella vittoria casalinga contro il Pecs. Al termine della stagione, trentottenne, con un bilancio di cinque gol in dodici presenze, il calciatore rescisse consensualmente il contratto e annunciò il suo ritiro dal calcio giocato. Nel luglio 2007, infine, si unì alla rappresentativa dei calciatori svincolati dell'Associazione Italiana Calciatori a Coverciano, ma, non avendo ricevuto offerte stimolanti, decise di ritirarsi definitivamente dal calcio giocato, conseguendo il patentino di allenatore.

#### Nazionale
Esordisce in nazionale a 24 anni, il 31 maggio 1992, nella partita Italia-Portogallo (0-0) valevole per la prima edizione della U.S. Cup.
Gioca con gli Azzurri nel periodo della gestione di Arrigo Sacchi e viene convocato per il campionato del mondo 1994. Nel corso della manifestazione viene impiegato come attaccante soltanto nella prima partita contro l'Irlanda, in coppia con Roberto Baggio, e successivamente come centrocampista. L'impiego a centrocampo limita le capacità realizzative dell'allora attaccante laziale che non va mai a segno, ma serve comunque assist importanti: la punizione per la testa di Dino Baggio nella partita vinta con la Norvegia per 1-0 e il passaggio per Roberto Baggio contro la Spagna per il 2-1 finale, giocate entrambe finalizzate in reti decisive per la vittoria finale. Conclude il Mondiale con 6 presenze per un totale di 390 minuti, risultando tra i giocatori più utilizzati da Sacchi. Il ruolo di centrocampista gli crea malumore e il conseguente conflitto scaturito dalla sua posizione in campo lo porta a rifiutare l'ingresso tra i titolari nella semifinale con la Bulgaria, decisione che in pratica lo esclude dalla finale persa con il Brasile..
In poco più di tre anni, dal giugno 1992 al settembre 1995 ovvero il periodo in cui è convocato, totalizza 28 presenze e 7 reti in nazionale.

### Dopo il ritiro
In seguito al ritiro dall'attività agonistica ha intrapreso la carriera di commentatore sportivo sia in televisione che in radio. Durante il campionato del mondo 2006 è stato uno degli opinionisti nei programmi di Rai Sport. È passato a Rai Radio 1 nella stagione calcistica 2007-2008 e a lui è stato affidato il commento tecnico per il programma Domenica Sport subito dopo le radiocronache del campionato di Tutto il calcio minuto per minuto. Nella stagione 2010-2011 entra a fare parte della squadra di opinionisti di Mediaset Premium. Nell'estate del 2021 torna a essere opinionista per la Rai a Dribbling Europei, in occasione del campionato d'Europa 2020, e l'anno a seguente a Il circolo dei Mondiali per il campionato del mondo 2022.
Frattanto, dal maggio 2008 al gennaio 2009 è stato consulente personale dell'amministratore unico della Ternana.

#### Vicende giudiziarie
Il 1º giugno 2011 è tra gli arrestati dalla polizia nell'ambito di un'inchiesta legata alle scommesse nel mondo del calcio: viene inizialmente posto agli arresti domiciliari, poi revocati due settimane dopo.
Il successivo 9 agosto la Commissione disciplinare della Federazione Italiana Giuoco Calcio (FIGC) gli commina cinque anni di squalifica con preclusione da qualsiasi categoria o rango della Federazione; la richiesta del pubblico ministero era di cinque anni di squalifica, più preclusione, più un anno e sei mesi in continuazione. Il 26 aprile 2012, dopo avere fatto ricorso al Tribunale Nazionale di Arbitrato per lo Sport del Comitato olimpico nazionale italiano, gli viene confermata la squalifica quinquennale.
In ambito penale Signori rimane soltanto indagato: l'accusa degli inquirenti è che Signori, insieme a Luigi Sartor, Luca Burini e al commercialista Daniele Ragone, tramite la Clever Overseas, società con sede a Panama e domiciliata e amministrata dalla società fiduciaria Pieffeci Professional Consulting di Lugano, abbia ripulito il denaro (almeno 600 000 euro) proveniente dalle scommesse di Singapore della Raffles Money Change Pte Ltd. Il 9 febbraio 2015 la procura di Cremona termina le indagini e formula per lui e per i commercialisti Manlio Bruni e Francesco Giannone l'accusa di associazione a delinquere; il 7 luglio seguente la stessa procura chiede il rinvio a giudizio per Signori e altri 103 indagati. Il 15 febbraio 2020 scatta la prescrizione, istituto a cui Signori, alla luce di una querelle giudiziaria che si protrae da nove anni, decide di non rinunciare: il 15 dicembre dello stesso anno il tribunale di Cremona emette quindi sentenza di non doversi procedere per la sopravvenuta estinzione del reato.
Il 23 febbraio 2021 arriva per lui una prima assoluzione da parte del tribunale di Piacenza, in uno dei filoni secondari dell'inchiesta, perché «il fatto non sussiste» circa la gara Piacenza-Padova del 2 ottobre 2010. Il successivo 30 marzo viene assolto anche dal tribunale di Modena, in primo grado e sempre «perché il fatto non sussiste», dall'accusa di combine nelle gare Modena-Sassuolo e Modena-Siena del 2011.
In virtù del succitato iter processuale seguito dalla giustizia ordinaria, il 1º giugno 2021, a dieci anni esatti dal giorno del suo arresto, Signori viene riabilitato dalla FIGC con un provvedimento di grazia emesso dal presidente Gabriele Gravina. L'anno seguente l'ex calciatore racconterà la sua versione dei fatti nel documentario Fuorigioco - Beppe Signori. Una storia di vita e di sport di Pier Paolo Paganelli: erano stati i suoi commercialisti a invitarlo a un incontro dove gli fu proposto di investire in delle gare truccate, ma lui rifiutò; ciononostante venne coinvolto nello scandalo poiché, durante la perquisizione del 1º giugno 2011, la polizia trovò nella sua abitazione un pizzino sospetto scritto da lui, con le richieste di uno dei partecipanti di quella riunione.

## Statistiche

### Presenze e reti nei club
| Stagione        | Squadra         | Campionato      | Campionato | Campionato | Coppe nazionali | Coppe nazionali | Coppe nazionali | Coppe continentali | Coppe continentali | Coppe continentali | Altre coppe | Altre coppe | Altre coppe | Totale | Totale |
| Stagione        | Squadra         | Comp            | Pres       | Reti       | Comp            | Pres            | Reti            | Comp               | Pres               | Reti               | Comp        | Pres        | Reti        | Pres   | Reti   |
| --------------- | --------------- | --------------- | ---------- | ---------- | --------------- | --------------- | --------------- | ------------------ | ------------------ | ------------------ | ----------- | ----------- | ----------- | ------ | ------ |
| 1984-1985       | Leffe           | D               | 8          | 5          | CI-Dil.         | 1               | 2               | -                  | -                  | -                  | -           | -           | -           | 9      | 7      |
| 1985-1986       | Leffe           | C2              | 30         | 3          | CI-C            | 3               | 1               | -                  | -                  | -                  | -           | -           | -           | 33     | 4      |
| Totale Leffe    | Totale Leffe    | Totale Leffe    | 38         | 8          |                 | 4               | 3               |                    | -                  | -                  | -           | -           | -           | 42     | 11     |
| 1986-1987       | Piacenza        | C1              | 14         | 1          | CI+CI-C         | 3+1             | 0               | -                  | -                  | -                  | -           | -           | -           | 18     | 1      |
| 1987-1988       | Trento          | C1              | 31         | 3          | CI-C            | 9               | 7               |                    | -                  | -                  | -           | -           | -           | 40     | 10     |
| 1988-1989       | Piacenza        | B               | 32         | 5          | CI              | 5               | 0               | -                  | -                  | -                  | -           | -           | -           | 37     | 5      |
| Totale Piacenza | Totale Piacenza | Totale Piacenza | 46         | 6          |                 | 9               | 0               |                    | -                  | -                  | -           | -           | -           | 55     | 6      |
| 1989-1990       | Foggia          | B               | 34         | 15         | CI              | 0               | 0               | -                  | -                  | -                  | -           | -           | -           | 34     | 15     |
| 1990-1991       | Foggia          | B               | 34         | 11         | CI              | 3               | 1               | -                  | -                  | -                  | -           | -           | -           | 37     | 12     |
| 1991-1992       | Foggia          | A               | 32         | 11         | CI              | 2               | 0               | -                  | -                  | -                  | -           | -           | -           | 34     | 11     |
| Totale Foggia   | Totale Foggia   | Totale Foggia   | 100        | 37         |                 | 6               | 1               |                    | -                  | -                  |             | -           | -           | 105    | 38     |
| 1992-1993       | Lazio           | A               | 32         | 26         | CI              | 6               | 6               | -                  | -                  | -                  | -           | -           | -           | 38     | 32     |
| 1993-1994       | Lazio           | A               | 24         | 23         | CI              | 1               | 0               | CU                 | 3                  | 0                  | -           | -           | -           | 28     | 23     |
| 1994-1995       | Lazio           | A               | 27         | 17         | CI              | 5               | 4               | CU                 | 7                  | 0                  | -           | -           | -           | 39     | 21     |
| 1995-1996       | Lazio           | A               | 31         | 24         | CI              | 4               | 1               | CU                 | 3                  | 1                  | -           | -           | -           | 38     | 26     |
| 1996-1997       | Lazio           | A               | 32         | 15         | CI              | 4               | 0               | CU                 | 3                  | 0                  | -           | -           | -           | 39     | 15     |
| lug.-dic. 1997  | Lazio           | A               | 6          | 2          | CI              | 4               | 6               | CU                 | 3                  | 2                  | -           | -           | -           | 13     | 10     |
| Totale Lazio    | Totale Lazio    | Totale Lazio    | 152        | 107        |                 | 24              | 17              |                    | 19                 | 3                  |             | -           | -           | 195    | 127    |
| dic. 1997-1998  | Sampdoria       | A               | 17         | 3          | CI              | -               | -               | CU                 | -                  | -                  | -           | -           | -           | 17     | 3      |
| 1998-1999       | Bologna         | A               | 28         | 15         | CI              | 5+2             | 1+1             | Int.+CU            | 1+10               | 1+5                | -           | -           | -           | 46     | 23     |
| 1999-2000       | Bologna         | A               | 31         | 15         | CI              | 1               | 0               | CU                 | 6                  | 4                  | -           | -           | -           | 38     | 19     |
| 2000-2001       | Bologna         | A               | 23         | 16         | CI              | 2               | 1               | -                  | -                  | -                  | -           | -           | -           | 25     | 17     |
| 2001-2002       | Bologna         | A               | 14         | 3          | CI              | 1               | 0               | -                  | -                  | -                  | -           | -           | -           | 15     | 3      |
| 2002-2003       | Bologna         | A               | 24         | 12         | CI              | 0               | 0               | Int                | 4                  | 4                  | -           | -           | -           | 28     | 16     |
| 2003-2004       | Bologna         | A               | 23         | 6          | CI              | 1               | 0               | -                  | -                  | -                  | -           | -           | -           | 24     | 6      |
| Totale Bologna  | Totale Bologna  | Totale Bologna  | 143        | 67         |                 | 10+2            | 2+1             |                    | 21                 | 14                 |             | -           | -           | 176    | 84     |
| 2004-2005       | Īraklīs         | AE              | 5          | 0          | CG              | 2               | 1               | -                  | -                  | -                  | -           | -           | -           | 7      | 1      |
| 2005-2006       | Sopron          | NBI             | 10         | 3          | MK              | 2               | 2               | CU                 | 0                  | 0                  | MS          | 0           | 0           | 12     | 5      |
| Totale carriera | Totale carriera | Totale carriera | 542        | 234        |                 | 66+2            | 33+1            |                    | 40                 | 17                 |             | 0           | 0           | 650    | 285    |

### Cronologia presenze e reti in nazionale
| Cronologia completa delle presenze e delle reti in nazionale ― Italia | Cronologia completa delle presenze e delle reti in nazionale ― Italia | Cronologia completa delle presenze e delle reti in nazionale ― Italia | Cronologia completa delle presenze e delle reti in nazionale ― Italia | Cronologia completa delle presenze e delle reti in nazionale ― Italia | Cronologia completa delle presenze e delle reti in nazionale ― Italia | Cronologia completa delle presenze e delle reti in nazionale ― Italia | Cronologia completa delle presenze e delle reti in nazionale ― Italia |
| Data                                                                  | Città                                                                 | In casa                                                               | Risultato                                                             | Ospiti                                                                | Competizione                                                          | Reti                                                                  | Note                                                                  |
| --------------------------------------------------------------------- | --------------------------------------------------------------------- | --------------------------------------------------------------------- | --------------------------------------------------------------------- | --------------------------------------------------------------------- | --------------------------------------------------------------------- | --------------------------------------------------------------------- | --------------------------------------------------------------------- |
| 31-5-1992                                                             | New Haven                                                             | Italia                                                                | 0 – 0                                                                 | Portogallo                                                            | U.S. Cup 1992                                                         | -                                                                     | 81’                                                                   |
| 4-6-1992                                                              | Boston                                                                | Italia                                                                | 2 – 0                                                                 | Irlanda                                                               | U.S. Cup 1992                                                         | 1                                                                     |                                                                       |
| 6-6-1992                                                              | Chicago                                                               | Stati Uniti                                                           | 1 – 1                                                                 | Italia                                                                | U.S. Cup 1992                                                         | -                                                                     |                                                                       |
| 9-9-1992                                                              | Eindhoven                                                             | Paesi Bassi                                                           | 2 – 3                                                                 | Italia                                                                | Amichevole                                                            | -                                                                     | 78’                                                                   |
| 18-11-1992                                                            | Glasgow                                                               | Scozia                                                                | 0 – 0                                                                 | Italia                                                                | Qual. Mondiali 1994                                                   | -                                                                     | 66’                                                                   |
| 19-12-1992                                                            | La Valletta                                                           | Malta                                                                 | 1 – 2                                                                 | Italia                                                                | Qual. Mondiali 1994                                                   | 1                                                                     |                                                                       |
| 20-1-1993                                                             | Firenze                                                               | Italia                                                                | 2 – 0                                                                 | Messico                                                               | Amichevole                                                            | -                                                                     |                                                                       |
| 24-2-1993                                                             | Porto                                                                 | Portogallo                                                            | 1 – 3                                                                 | Italia                                                                | Qual. Mondiali 1994                                                   | -                                                                     |                                                                       |
| 24-3-1993                                                             | Palermo                                                               | Italia                                                                | 6 – 1                                                                 | Malta                                                                 | Qual. Mondiali 1994                                                   | 1                                                                     |                                                                       |
| 14-4-1993                                                             | Trieste                                                               | Italia                                                                | 2 – 0                                                                 | Estonia                                                               | Qual. Mondiali 1994                                                   | 1                                                                     |                                                                       |
| 1-5-1993                                                              | Berna                                                                 | Svizzera                                                              | 1 – 0                                                                 | Italia                                                                | Qual. Mondiali 1994                                                   | -                                                                     |                                                                       |
| 17-11-1993                                                            | Milano                                                                | Italia                                                                | 1 – 0                                                                 | Portogallo                                                            | Qual. Mondiali 1994                                                   | -                                                                     | 76’                                                                   |
| 23-3-1994                                                             | Stoccarda                                                             | Germania                                                              | 2 – 1                                                                 | Italia                                                                | Amichevole                                                            | -                                                                     |                                                                       |
| 27-5-1994                                                             | Parma                                                                 | Italia                                                                | 2 – 0                                                                 | Finlandia                                                             | Amichevole                                                            | 1                                                                     |                                                                       |
| 3-6-1994                                                              | Roma                                                                  | Italia                                                                | 1 – 0                                                                 | Svizzera                                                              | Amichevole                                                            | 1                                                                     | 46’                                                                   |
| 11-6-1994                                                             | New Haven                                                             | Italia                                                                | 1 – 0                                                                 | Costa Rica                                                            | Amichevole                                                            | 1                                                                     |                                                                       |
| 18-6-1994                                                             | New York                                                              | Italia                                                                | 0 – 1                                                                 | Irlanda                                                               | Mondiali 1994 - 1º turno                                              | -                                                                     | 84’                                                                   |
| 23-6-1994                                                             | New York                                                              | Italia                                                                | 1 – 0                                                                 | Norvegia                                                              | Mondiali 1994 - 1º turno                                              | -                                                                     |                                                                       |
| 28-6-1994                                                             | Washington                                                            | Italia                                                                | 1 – 1                                                                 | Messico                                                               | Mondiali 1994 - 1º turno                                              | -                                                                     |                                                                       |
| 5-7-1994                                                              | Boston                                                                | Nigeria                                                               | 1 – 2 dts                                                             | Italia                                                                | Mondiali 1994 - Ottavi di finale                                      | -                                                                     | 63’                                                                   |
| 9-7-1994                                                              | Boston                                                                | Italia                                                                | 2 – 1                                                                 | Spagna                                                                | Mondiali 1994 - Quarti di finale                                      | -                                                                     | 46’                                                                   |
| 13-7-1994                                                             | New York                                                              | Italia                                                                | 2 – 1                                                                 | Bulgaria                                                              | Mondiali 1994 - Semifinale                                            | -                                                                     | 71’                                                                   |
| 7-9-1994                                                              | Maribor                                                               | Slovenia                                                              | 1 – 1                                                                 | Italia                                                                | Qual. Euro 1996                                                       | -                                                                     |                                                                       |
| 8-10-1994                                                             | Tallinn                                                               | Estonia                                                               | 0 – 2                                                                 | Italia                                                                | Qual. Euro 1996                                                       | -                                                                     |                                                                       |
| 21-12-1994                                                            | Pescara                                                               | Italia                                                                | 3 – 1                                                                 | Turchia                                                               | Amichevole                                                            | -                                                                     |                                                                       |
| 19-6-1995                                                             | Losanna                                                               | Svizzera                                                              | 0 – 1                                                                 | Italia                                                                | Torneo del Centenario della Federazione Svizzera                      | -                                                                     | 45’                                                                   |
| 21-6-1995                                                             | Zurigo                                                                | Italia                                                                | 0 – 2                                                                 | Germania                                                              | Torneo del Centenario della Federazione Svizzera                      | -                                                                     | 65’                                                                   |
| 6-9-1995                                                              | Udine                                                                 | Italia                                                                | 1 – 0                                                                 | Slovenia                                                              | Qual. Euro 1996                                                       | -                                                                     | 46’                                                                   |
| Totale                                                                |                                                                       | Presenze                                                              | 28                                                                    |                                                                       | Reti (49º posto)                                                      | 7                                                                     |                                                                       |

## Palmarès

### Club

#### Competizioni nazionali
- Campionato Interregionale: 1

Leffe: 1984-1985
- Campionato italiano Serie C1: 1

Piacenza: 1986-1987
- Campionato italiano di Serie B: 1

Foggia: 1990-1991

#### Competizioni internazionali
- Coppa Intertoto UEFA: 1

Bologna: 1998

### Individuale
- Capocannoniere della Serie A: 3

1992-1993 (26 gol)
1993-1994 (23 gol)
1995-1996 (24 gol, insieme a Igor Protti)
- Capocannoniere della Coppa Italia: 2

1992-1993 (6 gol)
1997-1998 (6 gol)
- Guerin d'oro: 1

1993
- Premio Nazionale Carriera Esemplare "Gaetano Scirea": 1

2004

## Opere
- Una vita da Signori: autobiografia di Beppe-gol, con Claudio Beneforti e Valentina Desalvo, Edizioni An.Ma., 2000, ISBN 88-87533-09-1, SBN UBO1803582.
- Il sinistro di Signori, Minerva, 2018, ISBN 978-88-332-4019-0, SBN UBO4307882.
- Fuorigioco, prefazione di Fabrizio Failla, Sperling & Kupfer, 2022, ISBN 978-88-200-7272-8, SBN MIL1016769.